# Tuchthuis (Vilvoorde)
Het Tuchthuis in Vilvoorde (in de volksmond de Korrektie) is een voormalig gevangeniscomplex in de stad Vilvoorde. Het Tuchthuis werd gebouwd aan het einde van de achttiende eeuw en was destijds de tweede 'moderne' gevangenis van de Zuidelijke Nederlanden. Het Tuchthuis ligt ten oosten van het kanaal Brussel-Schelde en even ten zuiden van het stadscentrum.

## Beschrijving
Het oorspronkelijke complex is gebouwd in een sobere classicistische stijl. Aan de oostelijke kant staat een poortgebouw. Een lindedreef in het verlengde van dit poortgebouw geeft toegang tot het voormalige ereplein, aan weerszijden begrensd door de twee haakse aanbouwsels uit de tweede helft van de negentiende eeuw; in de as van de dreef bevindt zich de hoofdingang, in het midden van de resterende oostelijke hoofdvleugel. De cellen die zich aan de buitenzijde bevinden, zijn zeer klein (1,8 m x 1,2 m) en overdekt met een tongewelf, haaks op het tongewelf van de gang; ze zijn afgesloten door zware eiken deuren voorzien van een schuifslot en een spionnetje. Per twee verdiepingen met cellen is er aan de binnenplaatszijde telkens één hoge werkruimte met tongewelf.
In 2006 werd het Tuchthuis door de Vlaamse overheid beschermd als onroerend erfgoed.
In 2006-2007 mocht het Tuchthuis als finalist van Vlaams-Brabant deelnemen aan het televisieprogramma Monumentenstrijd, waarmee een renovatiebudget gewonnen kon worden. Als stunt ter promotie van het monument lieten de toenmalig Vilvoordse burgemeester en enkele schepenen zich 24 uur opsluiten in een cel van het Tuchthuis. De hoofdprijs werd gewonnen door de stroopfabriek van Borgloon.

## Geschiedenis

### Voorgeschiedenis
In de tweede helft van de veertiende eeuw bouwden Johanna van Brabant en Wenceslaus I van Luxemburg er hun hertogelijke burcht. Deze vormde het sluitstuk van de Vilvoordse verdedigingsmuur en diende als controlepost van de hertog om de machtige steden Brussel en Leuven in bedwang te houden. Vanaf 1408 was de burcht in gebruik als staatsgevangenis van het hertogdom Brabant. Tegen 1774 was de oorspronkelijke burcht (die al vaak verbouwd was geweest) compleet vervallen.

### Modelgevangenis
In de achttiende eeuw maakten de ideeën van de Verlichting opgang en in het spoor hiervan ging men ook anders denken over gevangenissen. Vooral de licht gestraften ging men anders benaderen. Men zou eerder kiezen voor heropvoeding (correctie) in plaats van folteringen en lijfstraffen. Deze heropvoeding bestond uit dwangarbeid. Het was immers 'luiheid' die als bron van alle kwaad aanzien werd.
De Staten van Brabant vroegen keizerin Maria Theresia in 1766 de bouw van een nieuwe 'modelgevangenis'. In 1771 werd beslist dat dit 'verbeteringsgesticht' in Vilvoorde te bouwen. Hier waren naast goedkope arbeid, ook ruime bouwterreinen in de buurt van de Zenne beschikbaar.
Op 30 december 1773 kondigde de Oostenrijkse Keizerin Maria Theresia de oprichting af van wat, na de gevangenis van Gent, de tweede ‘moderne’ gevangenis van het land zou worden. Er werd een wedstrijd voor het ontwerp uitgeschreven, waar naast Laurent Benoit Dewez onder andere Barnabé Guimard aan deelnam. De wedstrijd werd uiteindelijk gewonnen door Laurent Benoit Dewez, hofarchitect (Premier Architecte du Gouverneur van het Oostenrijkse Bestuur) van Karel van Lotharingen, landvoogd van de Zuidelijke Nederlanden. Dewez liet zich bij het ontwerp inspireren door de gevangenis van Gent, waar men in 1772 ook begonnen was met de bouw van een modelgevangenis. De aandachtspunten bij het ontwerp waren gezondheid (hygiëne en ventilatie) en de scheiding van mannelijke en vrouwelijke gevangenen.

### Bouw
De eeuwenoude vervallen burcht werd volledig afgebroken in 1774, het afbraakmateriaal werd hergebruikt voor de funderingen van het nieuwe 'Provinciaal Korrektiehuis', tussen de Willebroekse vaart en de Zenne. Door middel van enkele afleidingsgrachten van de Zenne, die onmiddellijk ten oosten van het complex stroomde, was het Tuchthuis volledig omringd met water. De bouw van het nieuwe complex startte in 1776 en duurde drie jaar.
Het Tuchthuis werd geopend in 1779. Er werden ongeveer 270 gevangenen ondergebracht in het complex.
Er kwam echter scherpe kritiek op het ontwerp van de gevangenis: vooral de ongezonde ligging aan de Zenne, het sombere uitzicht (te functioneel, weinig versieringen) en de beperkte verluchting moesten het ontgelden, ondanks de 'nieuwe' uitgangspunten die bij het ontwerp gehanteerd dienden te worden. Daarnaast was de gevangenis slecht verlicht. Dewez werd beticht van fouten en zelfs van fraude bij de bouw van de gevangenis. Hij viel in ongenade en verloor in 1780 zijn functie van hofarchitect.

### Franse Revolutie en Franse bezetting
Het Tuchthuis kende een bewogen geschiedenis die de politieke en militaire situatie van dat ogenblik sterk weerspiegelde. Reeds in 1793 werd het voor een korte periode ingericht als hospitaal voor de Oostenrijkse troepen (tijdens de Franse Revolutie) en als opvangcentrum voor daklozen. Eén jaar later werd het omgevormd tot militair hospitaal voor de Franse Troepen. De kleine criminelen werden hierbij vrijgelaten of overgebracht naar andere centra. Vanaf 1798 werd het complex opnieuw in gebruik genomen als gevangenis. De gevangenis kwam in het Dijledepartement te liggen, waarvan de hoofdplaats Brussel was. In 1802 werd een onrustwekkende toename van het aantal sterfgevallen genoteerd. Hierop stuurde de prefect van het departement, Louis-Gustave Doulcet de Pontécoulant, een onderzoekscommissie naar de gevangenis. Volgens het rapport zou er vlektyfus ontstaan zijn door de koude en vochtige lucht in de gevangenis. Tijdens de Franse bezetting steeg het aantal gevangenen sterk. Het Tuchthuis kreeg een eigen begraafplaats aan de overzijde van de Willebroekse vaart. Het lage deel van de huidige Teniersstraat werd toen aangelegd als verbinding tussen de begraafplaats en de Koningslosteenweg. De verschillende functies die het gebouw in deze korte periode kreeg, alsook de sterke toename van het aantal gevangen resulteerden in een reeks uitbreidingen en veranderingen van het complex. Hiervan werd een deel vernield toen twee gevangenen in 1827, in een poging tot ontsnappen, brand stichten.

### België
In 1866 werd het Tuchthuis voornamelijk gebruikt voor veroordeelde militairen en vanaf 8 juli 1866 kreeg het de naam ‘Maison penitentiare de Vilvorde’. Daaropvolgend werd het in 1871 overgedragen aan het Ministerie van Oorlog, werden er tuchtcompagnieën in ondergebracht en was het complex in gebruik als militaire gevangenis. De volgende honderd jaar bleef het Tuchthuis een militaire instelling. Van 1913 tot 1974 was het gebouw in gebruik als opleidingscentrum voor reserve-officieren en -onderofficieren van de Transmissietroepen (Kazerne Luitenant Van Lerberghe). Er stonden eveneens duivenhokken voor postduiven die tot het begin van de Tweede Wereldoorlog gebruikt werden om boodschappen te versturen. Doorheen de jaren onderging het Tuchthuis ook heel wat structurele veranderingen. Van het groots opgezette plan van architect Dewez blijft maar weinig meer overeind. In de loop van de twintigste eeuw kende het complex de meest ingrijpende beschadigingen. In 1919 werden de west- en zuidvleugels zwaar beschadigd door de ontploffing van buskruitfabriek Favier, in de volksmond 't Poeierke genoemd, die op 700 meter van het Tuchthuis verwijderd lag. Nadien werden deze vleugels gesloopt, waardoor het oorspronkelijke complex nagenoeg gehalveerd werd. Er restte slechts de oostvleugel (de hoofdvleugel) en een gedeelte van de noordvleugel.
De stad Vilvoorde kocht het merkwaardige gebouw in 1981 en bracht er een aantal verenigingen (scouts, jeugdhuis,...) en stedelijke diensten in onder. Het grootste deel van dit grote complex bleef echter ongebruikt. In de jaren 1980 werd de Zenne rechtgetrokken, waarbij deze ten westen van het complex ging stromen in een bedding die later overkapt werd. Bij de werken voor deze rechttrekking werden een aantal fundamenten, evenwijdig en haaks met het nog bestaande gedeelte, evenals keldergewelven teruggevonden.

### Herinrichting
In het kader van het stadsvernieuwingsproject 'Watersite' werd in 2002 een oproep gedaan voor ideeën voor nieuwe bestemmingen in het Tuchthuis. Aan het begin van de 21e eeuw was het Tuchthuis het brandpunt van een ruimtelijk uitvoeringsplan voor stadsvernieuwing in de kanaalzone in Vilvoorde. De omgeving van het complex werd heraangelegd tot het 'Kanaalpark' met een volledig gerenoveerd Tuchthuis als centraal gegeven. Het poortgebouw en het binnenplein werden gerenoveerd en in de bestaande vleugel kwam een hotel. Het complex werd uitgebreid met nieuwe vleugels, waaronder een grote westvleugel, evenwijdig aan de bestaande oostvleugel. In de nieuwe vleugels kwamen voornamelijk woningen.

## Galerij

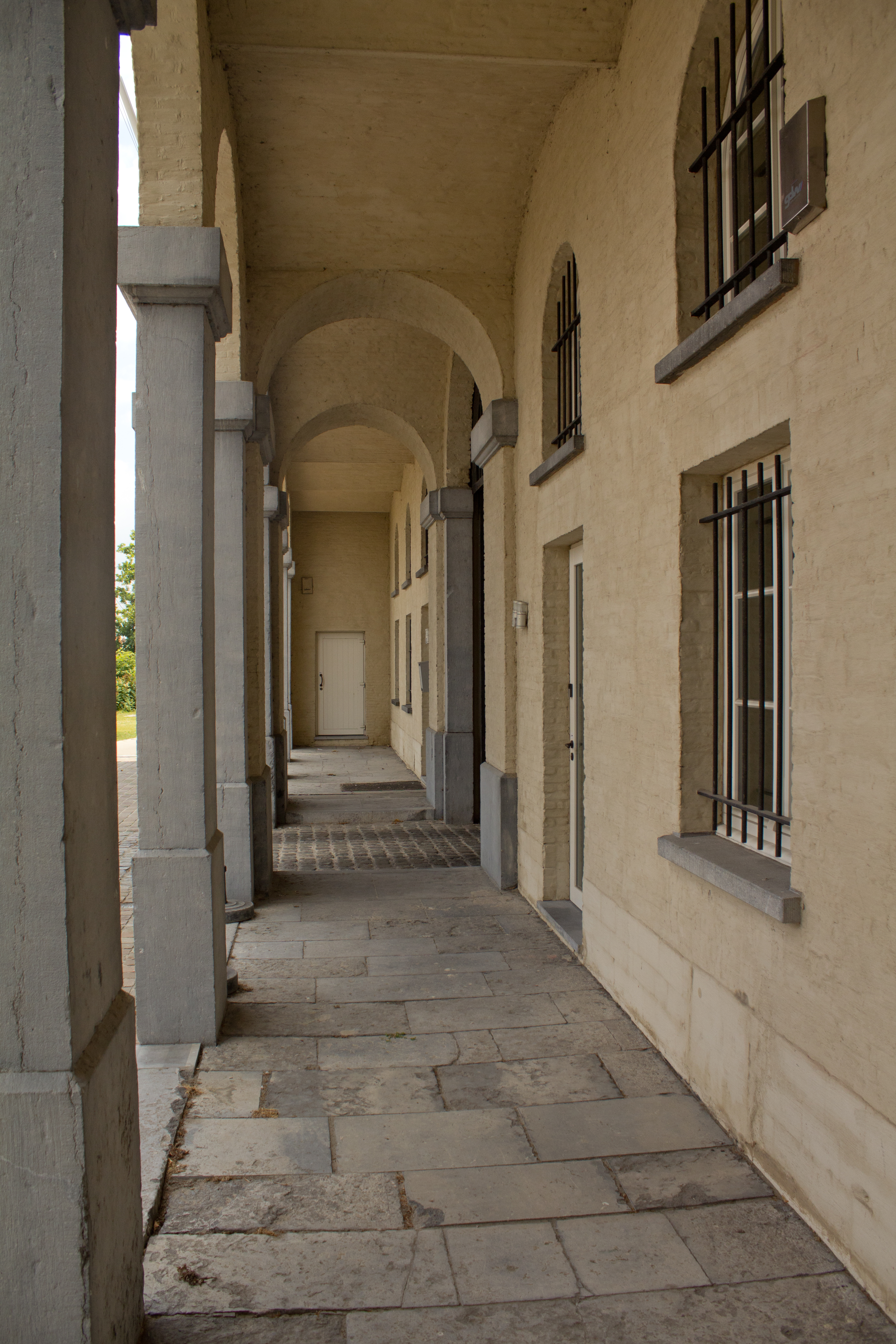
Poortgebouw
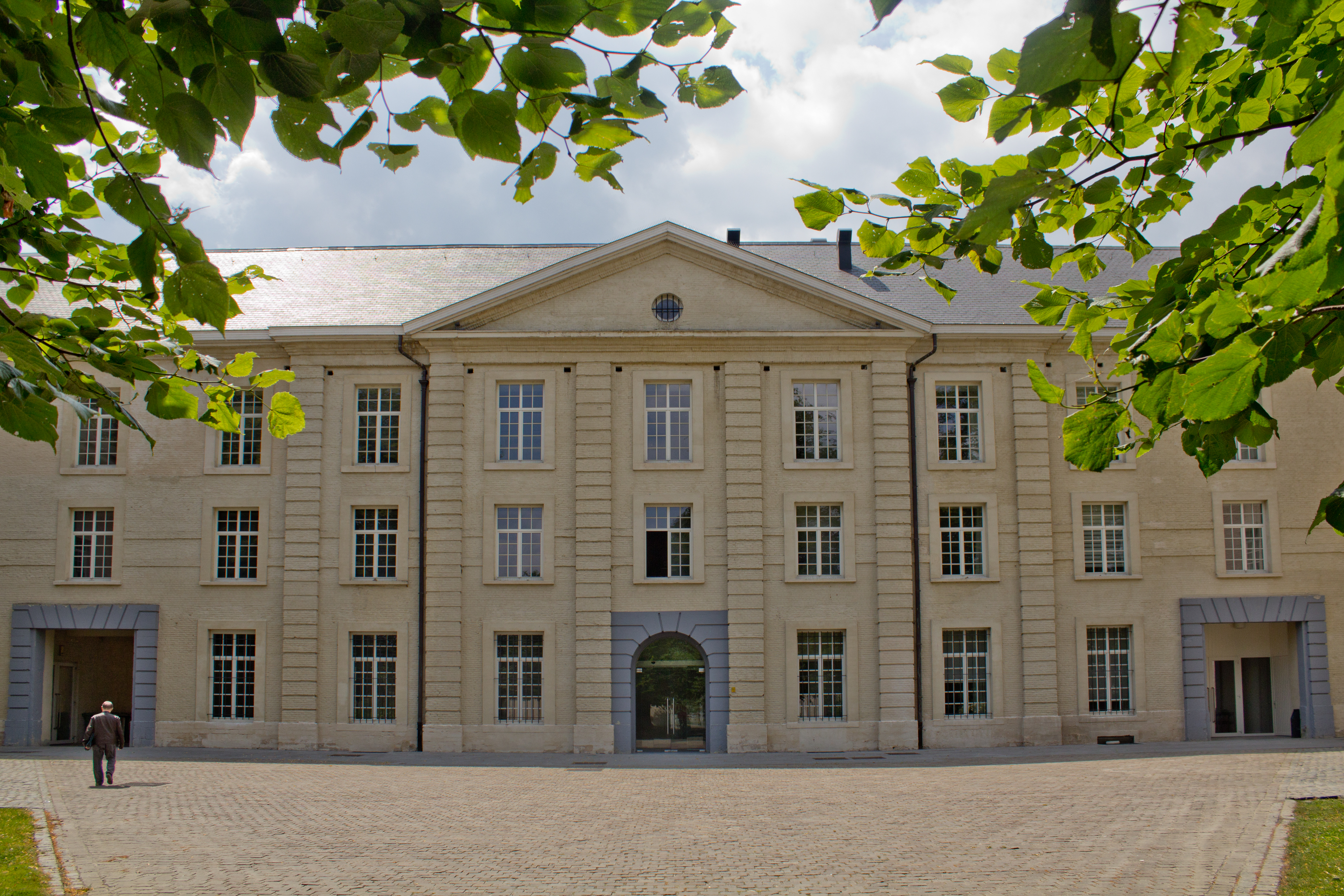
Binnenplaats
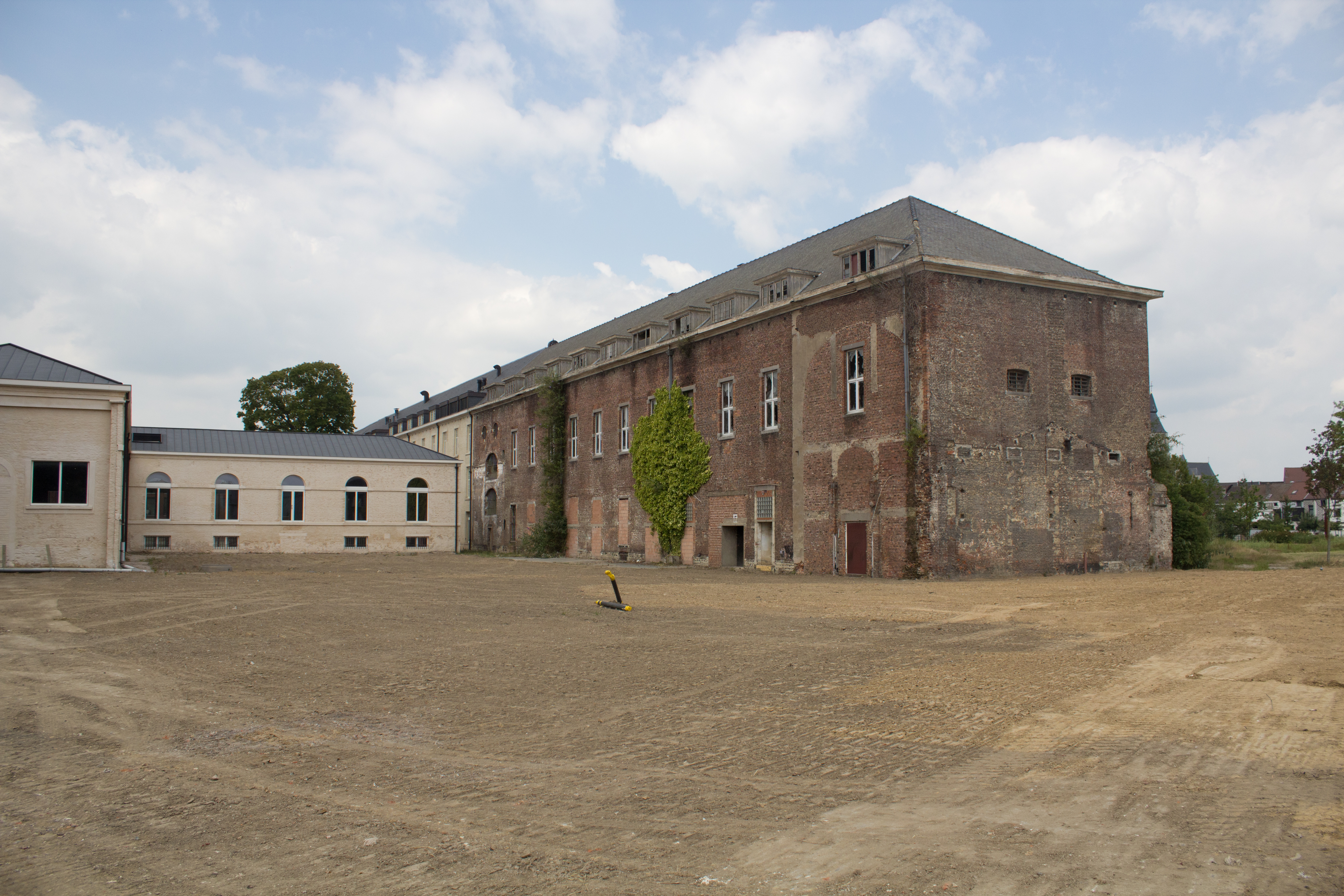
Zicht op de oude hoofdvleugel (oostvleugel), gezien vanaf het zuidwesten